# Atletica leggera ai Giochi della XVI Olimpiade - Salto in lungo femminile
La competizione del salto in lungo femminile di atletica leggera ai Giochi della XVI Olimpiade si è disputata il giorno 27 novembre 1956 al Melbourne Cricket Ground.

## L'eccellenza mondiale
| Campionessa olimpica 1952    | 6,24        | Yvette Williams     | Riti. 1954 |
| Campionessa europea 1954     | 6,04        | Jean Desforges      | Assente    |
| Miglior prestazione mondiale | 6,35 (1956) | Elżbieta Krzesińska | Presente   |
| Vincitrice selezioni USA     | 6,02        | Margaret Matthews   | Presente   |

La migliore delle sovietiche è la georgiana Dvalishvili, personale di 6,25 con un 6,15 stagionale. È insidiata dalla polacca Krzesinska, che in agosto ha saltato 6,35, nuovo record mondiale, in una riunione a Budapest che però non ha i requisiti per l'omologazione.

## Risultati

### Turno eliminatorio
Qualificazione5,70 m
Dodici atlete ottengono la misura richiesta.

La miglior prestazione appartiene a Elżbieta Krzesińska (Pol) con 6,13 m (ventoso).
| Pos. | Atleta              | Nazione          | Misura | Salti | Salti | Salti |
| Pos. | Atleta              | Nazione          | Misura | 1°    | 2°    | 3°    |
| ---- | ------------------- | ---------------- | ------ | ----- | ----- | ----- |
| 1    | Elżbieta Krzesińska | Polonia          | 6,13   | 6,13  |       |       |
| 2    | Willye White        | Stati Uniti      | 6,00   | 6,00  |       |       |
| 3    | Nadežda Dvališvili  | Unione Sovietica | 5,95   | 5,95  |       |       |
| 4    | Valentina Šaprunova | Unione Sovietica | 5,86   | 5,86  |       |       |
| 5    | Nancy Borwick       | Australia        | 5,80   | 5,80  |       |       |
| 6    | Maria Kusion        | Polonia          | 5,80   | 5,80  |       |       |
| 7    | Marthe Lambert      | Francia          | 5,79   | 5,79  |       |       |
| 8    | Beverly Weigel      | Nuova Zelanda    | 5,79   | 5,79  |       |       |
| 9    | Erika Fisch         | Germania         | 5,78   | 5,78  |       |       |
| 10   | Olga Gyarmati       | Ungheria         | 5,76   | 5,76  |       |       |
| 11   | Helga Hoffmann      | Germania         | 5,73   | 5,73  |       |       |
| 12   | Genowefa Minicka    | Polonia          | 5,72   | 5,72  |       |       |
| 13   | Yoshie Takahashi    | Giappone         | 5,68   | 5,66  | n     | 5,68  |
| 14   | Erica Willis        | Australia        | 5,64   | n     | 5,57  | 5,64  |
| 15   | Thelma Hopkins      | Gran Bretagna    | 5,59   | 5,56  | 5,13  | 5,59  |
| 16   | Margaret Johnson    | Australia        | 5,59   | 5,38  | 5,50  | 5,59  |
| 17   | Dorothy Kozak       | Canada           | 5,50   | 5,40  | 5,41  | 5,50  |
| 18   | Margaret Matthews   | Stati Uniti      | 5,12   | n     | n     | 5,12  |
| -    | Sheila Hoskin       | Gran Bretagna    | NM     | n     | n     | n     |

### Finale
La Krzesińska parte all'attacco con un ottimo 6,20. La sovietica Khnikina si presenta con 6,00. Al secondo turno la polacca fa ancora meglio: 6,35 ed è nuovo record mondiale (che ovviamente sarà omologato). Poi si mette a guardare cosa fanno le altre, rinuncia alle due prove successive. Al terzo turno l'americana White atterra a 6,06 e si issa al secondo posto. Ma la Khnikina la sopravanza di un centimetro al quinto salto: 6,07. La Krzesińska si toglie la tuta ed effettua una prova a 6,02 (tre salti validi: tutti e tre sopra i 6 metri). L'americana ha ancora un salto a disposizione e non fallisce: 6,09 e la piazza d'onore è sua.
| Pos.    | Atleta              | Età | Nazione          | Misura | Salti | Salti | Salti | Salti | Salti | Salti |
| Pos.    | Atleta              | Età | Nazione          | Misura | 1°    | 2°    | 3°    | 4°    | 5°    | 6°    |
| ------- | ------------------- | --- | ---------------- | ------ | ----- | ----- | ----- | ----- | ----- | ----- |
| Oro     | Elżbieta Krzesińska | 22  | Polonia          | 6,35   | 6,20  | 6,35  | n     | n     | 6,02  | n     |
| Argento | Willye White        | 16  | Stati Uniti      | 6,09   | 5,96  | 5,91  | 6,06  | 5,95  | 5,96  | 6,09  |
| Bronzo  | Nadežda Dvališvili  | 23  | Unione Sovietica | 6,07   | 6,00  | 5,81  | n     | 5,91  | 6,07  | 5,98  |
| 4       | Erika Fisch         | 22  | Germania         | 5,89   | 5,89  | 5,62  | 5,75  | 5,63  | 5,49  | n     |
| 5       | Marthe Lambert      | 20  | Francia          | 5,88   | 5,88  | 5,80  | 5,78  | n     | 4,35  | 5,77  |
| 6       | Valentina Šaprunova | 19  | Unione Sovietica | 5,85   | 5,85  | 5,69  | 5,61  | 5,52  | 5,82  | 5,76  |
| 7       | Beverly Weigel      | 16  | Nuova Zelanda    | 5,85   | 5,85  | 5,66  | 5,68  |       |       |       |
| 8       | Nancy Borwick       | 21  | Australia        | 5,82   | 5,71  | 5,82  | 5,47  |       |       |       |
| 9       | Maria Kusion        | 20  | Polonia          | 5,79   | 5,74  | 5,72  | 5,79  |       |       |       |
| 10      | Helga Hoffmann      | 19  | Germania         | 5,73   | 5,73  | 5,70  | 5,58  |       |       |       |
| 11      | Olga Gyarmati       | 32  | Ungheria         | 5,66   | 5,66  | 5,45  | 5,63  |       |       |       |
| 12      | Genowefa Minicka    | 30  | Polonia          | 5,64   | n     | 5,64  | 5,62  |       |       |       |